# Pierre Boncompain
 (mai 2014).
Si vous disposez d'ouvrages ou d'articles de référence ou si vous connaissez des sites web de qualité traitant du thème abordé ici, merci de compléter l'article en donnant les références utiles à sa vérifiabilité et en les liant à la section « Notes et références ».
Pour les articles homonymes, voir Boncompain.
Pierre Boncompain, né le 17 mai 1938 à Valence dans la Drôme, est un artiste peintre français.

## Biographie

### Enfance et formation
Son père Claude Boncompain a publié une biographie de Stendhal saluée par Paul Morand, Léonardo Sciascia et Jean Giono, une vie de Joseph de Maistre et une dizaine de romans dont Le cavalier de Riouclare porté à l'écran sous le titre Sortilège dans une adaptation de Jacques Prévert et une réalisation de Christian-Jaque.
Son frère Jacques Boncompain, agent littéraire est l'auteur de plusieurs ouvrages dont une histoire de la condition des auteurs de l'antiquité à nos jours (éditions Fayard et Champion).
Sa sœur, Mariette Grelier, née Boncompain, professeur d'espagnol elle est l'auteur de plusieurs ouvrages d'espagnol, ou de portugais comme la Grammaire espagnole contemporaine ou encore l'essentiel de la grammaire ou encore la mini-grammaire.
Après des études classiques au collège Saint Joseph d'Avignon où son premier acte d'artiste est de peindre à fresque le local des scouts, il s'installe à Paris, suit les cours de l'Académie Charpentier et entre major de sa promotion à l'école nationale des arts décoratifs (1958 - promotion de Jean-Paul Goude et Jérome Savary).
Il rejoint l'atelier de Raymond Legueult à l'école nationale des Beaux-Arts. Il est pensionnaire invité de la Fondation de Lourmarin Laurent-Vibert (1963).
Il reçoit le prix de Collioure décerné à une toile du salon d'Automne. Il réalise les décors et costumes du Songe d'une nuit d'été de Shakespeare et d'un spectacle Tchekov pour la compagnie Alain Ollivier.

### Carrière
Le critique d'art Georges Besson des Lettres françaises, ami de Bonnard et Matisse le remarque au salon de la jeune peinture du Musée d'Art Moderne et lui ouvre les portes de la galerie Guiot qui présente ses premières expositions.
En 1970, il est lauréat du prix de la critique et sélectionné pour le prix Charles Pacquement des amis du Musée d'Art Moderne. En 1977, il est envoyé en mission culturelle en Inde par le Ministère des Affaires Étrangères en compagnie de Michel Tournier et Robert Sabatier. De ce séjour il rapporte les batiks qui figureront dans ses natures-mortes.
Épris de littérature et de poésie, il fréquente les écrivains Ernst Jünger, Michel Déon, Roger Caillois, Daniel Boulanger, Pierre Guyotat, Francis Ponge, René Char et le cinéaste Robert Bresson. Il expose régulièrement en France et à l'étranger : Japon, Chine, États-Unis.
En 1989, il épouse Colette Malet qui deviendra son modèle titre. En 1990, il expose pendant cinq mois au château de Chenonceau.
En 2000, il réalise une peinture murale à la Fondation Johnson and Johnson, Ground's for Sculpture à Hamilton, New Jersey.
En 2002, le Musée des beaux-arts de Shanghai lui consacre une rétrospective. Il pratique indifféremment la peinture à l'huile et le pastel, illustre des ouvrages de bibliophilie, réalise un œuvre gravé d'environ trois cents lithographies, une trentaine de tapisseries tissées par l'Atelier 3 et une œuvre de céramiste à l'Atelier Sassi-Milici à Vallauris.
Il est citoyen d'honneur de la ville de Kobe (Japon), membre de l'Académie de l'Art de Vivre créée par Pierre Benoit, Paul Morand et Jean Cocteau, et membre de l'Académie Drômoise.
En 2014, il met en œuvre le Catalogue raisonné des pastels et peintures à l'huile sous la direction de Dominique Vergnon, historien d'art .

## Distinctions
- 1970 : Prix de la Critique[réf. nécessaire]
- Sélectionné pour le prix Charles Pacquement du Musée d'Art Moderne[Quand ?]

## Donation Pierre Boncompain
En 2018 Pierre Boncompain fait donation à Montélimar-agglomération d'une centaine d'œuvres issues de son travail et de sa collection personnelle de dessins et de gravures. Cette donation fait l'objet d'une exposition de Renoir à Picasso, du 18 mai au 31 décembre 2018 au Musée d'art contemporain Saint-Martin et au Château des Adhémar, à Montélimar.
En remerciement la Ville de Montélimar nomme esplanade Pierre Boncompain le parvis de la Maison des Services Publics abritant, entre autres, le Musée d'art contemporain Saint-Martin.

## Illustrations
- 1969 : Collabore au journal Combat pour des portraits d'écrivains
- 1969 : L’éternel septembre poèmes de Yves Jacques
- 1970 : Collaboration à l'édition des œuvres complètes de Pierre Mac Orlan, Cercle des bibliophiles (La lanterne sourde, Le mémorial du petit jour)
- 1971 : Illustrations pour Cyrille et L'assassin de Maurice Genevoix
- 1971 : Illustrations pour Lady fantôme de William Irish, Cercle des bibliophiles
- 1972 : Illustrations pour Le pavillon des cancéreux d'Alexandre Soljenitsyne, Cercle des bibliophiles
- 1973 : Illustrations pour le centenaire des œuvres de Colette (La chambre éclairée, Chéri, La fin de chéri, Le voyage égoïste, Aventures quotidiennes), Éditions du club de l'Honnête homme
- 1977 : Collaboration à l'illustration des œuvres complètes de Marcel Pagnol - Éditions du club de l'honnête homme
- 1990 : L'Après-midi d'un faune de Stéphane Mallarmé, Éditions France T
- 1991 : Intérieurs (Coffret de lithographie), Éditions de Francony
- 1991 : Les nourritures terrestres de André Gide, Éditions Michel Trinckvel
- 1997 : Mille feuilles de Georges Borgeaud, Éditions La bibliothèque des arts
- 2002 : Le Cantique des Cantiques, Éditions Fragments
- 2002 : Le Cantique des Cantiques Imprimerie Nationale - Éditions Art'e Milan